# Solothurn S-18/100
El Solothurn S-18/100 fue un fusil antitanque de 20 mm fabricado en Suiza por la firma Waffenfabrik Solothurn. Este fusil y sus variantes S-18/1000 y S-18/1100 con modificaciones para fuego automático fue empleado durante la Segunda Guerra Mundial. El S-18/1100 fue ofrecido a algunos países (tales como Italia, Países Bajos y Suiza) como un Universalwaffe ("arma universal") tanto como arma antitanque y antiaérea.

## Historia y desarrollo

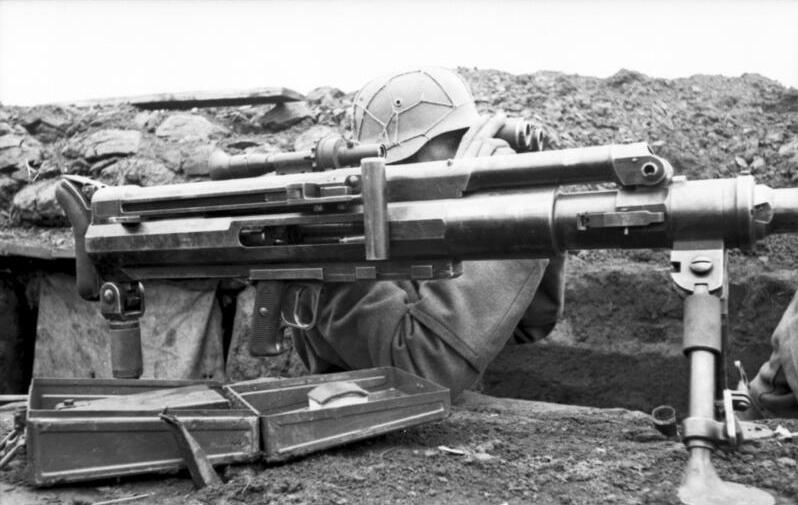
Fotografía de un Solothurn S-18/100.

La pequeña empresa suiza de fabricación de armas Waffenfabrik Solothurn AG surgió en el mercado mundial a finales de la década de 1920, cuando fue comprada por la compañía fabricante de armamento alemana Rheinmetall Borsig AG, que estaba severamente limitada en sus actividades militares en virtud de las cláusulas del Tratado de Versalles. El Solothurn S-18/100 fue el primero de una línea de fusiles antitanque de gran calibre, desarrollado por Solothurn a principios de la década de 1930. Se trata de un arma de gran tamaño, que podía ser llevada por un único soldado durante un corto periodo de tiempo.
El primer modelo, denominado Schwere Tankbüchse modell 5 o ST5 (Fusil antitanque pesado modelo 5, en alemán), diseñado para ser operado y transportado por una sola persona, era un arma con recarga accionada por gas con el cilindro de gases ubicado encima del cañón, el cual accionaba un pistón cerrojo que extraía el casquillo vacío, con potentes resortes recuperadores que alimentaban a la recámara, dejando al arma lista para un nuevo disparo. Luego sería el turno del Tankbüchse M36, versión mejorada de la anterior, que a su vez pasaría a ser el famoso S-18/100 con la cual el Heer iniciaría sus operaciones en la Segunda Guerra Mundial en las brigadas de caballería y asalto, en primer lugar en el frente polaco, y luego en sucesivas demostraciones sobre Francia y los Países Bajos. La versión S-18/100 contaba con un cañón más largo y resistente, nuevo freno de boca, y una palanca de armado modificada más ergonómica.
EL Solothurn S-18/100 tenía una mira telescópica de 4x20 aumentos, manteniendo el efectivo cartucho 20 x 105 B diseñado por la empresa Polte Werke de Magdeburgo con la colaboración del ingeniero Lubbe. 
Se ofreció para la exportación, y un pequeño número de fusiles antitanque S-18/100 fueron vendidos a varios países europeos, tales como Hungría o Finlandia. En marzo de 1940, con fondos juntados en Suiza para ayudar al esfuerzo bélico finlandés en la Guerra de Invierno, Finlandia compró a Solothurn doce fusiles antitanque S-18/154, aunque el comprador era nominalmente el Ejército suizo. Las armas llegaron a Finlandia durante la primavera, cuando la guerra había terminado, pero fueron empleados más tarde en la Guerra de Continuación. Sin embargo, las armas rápidamente demostraron ser obsoletas contra los tanques soviéticos. 
Más tarde los ingenieros de Solothurn decidieron mejorar el rendimiento del fusil y lo rediseñaron para disparar la más potente munición 20 x 138 B, que también se utilizaba en los cañones antiaéreos alemanes Rheinmetall FlaK 30 y FlaK 38. Esta versión fue ofrecida a los compradores como el fusil antitanque Solothurn S-18/1000; se ofrecía una versión con selector de tiro del S-18/100 como S-18/1100 "Universalwaffe" (arma universal) para su uso contra tanques con bípode integral, disparando en modo semiautomático y como cañón antiaéreo (disparo en ráfagas) con afuste antiaéreo especial. Esta versión también encontró algunos compradores, incluyendo Italia, Países Bajos y Suiza. Algunos fusiles S-18/1100 también fueron utilizados por el Ejército alemán durante la Segunda Guerra Mundial con la designación PzB-41 (s). En general, los fusiles antitanque Solothurn parecían formidables armas que podían hacer frente a una gran variedad de misiones, mediante munición antiblindaje o de alto poder explosivo, pero en 1942 sus coeficientes de penetración de blindaje eran insuficientes para lidiar con los T-34 soviéticos. Estos fusiles también eran demasiado pesados (por lo menos, para las normas de la infantería de la época), bastante caros y complicados de fabricar.

## Descripción
El S-18/100 era un fusil antitanque semiautomático bullpup, accionado por los gases del disparo. Debido a su gran y poderosa munición, tenía un marcado retroceso y su tamaño lo hacía difícil de transportar. Era alimentado mediante un cargador extraíble recto de 5 o 10 balas, que se insertaba en el lado izquierdo del arma. Empleaba el cartucho 20 × 105 B, al igual que el cañón antiaéreo S-18/350 desarrollado a partir de este. Una fuente finlandesa indica que el fusil podía penetrar 20 mm de blindaje inclinado a 60°, a una distancia de 100 m (probablemente lograda con el proyectil APHE-T húngaro, que era el único tipo empleado en Finlandia), reduciéndose a 16 mm de blindaje a 500 m.
Una variante de este modelo, el Solothurn-Arsenal, fue fabricado sin licencia en Estonia entre 1937 y 1940. Sin embargo, solamente se produjeron 10 unidades antes de la ocupación soviética.

## Usuarios
Los usuario más entusiastas de este modelo fueron los italianos, empleándolo en prácticamente todos los frentes en los que estuvo el Regio Esercito: África, Balcanes y Rusia. En el Regio Esercito fue designado Fucile anticarro di 20 mm modello S. También fue montado como reemplazo del armamento principal de las tanquetas L3/33 y L3/35, así como a bordo de vehículos de reconocimiento tales como la Camionetta AS 42 Sahariana. 
Finlandia compró a la firma Solothurn un fusil antitanque para pruebas en agosto de 1939. Más tarde, en marzo de 1940 otros doce de la subvariante S-18/154 fueron adquiridos y utilizados durante la Guerra de Invierno. Se intentaron comprar más unidades que no llegaron a tiempo; que sin embargo, fueron usados a partir de 1941 durante la Guerra de Continuación hasta 1944.
Entre 1939 y 1941, el ejército estadounidense considera adoptar el S-18/1000 de Solothurn. El arma fue designada para adquisición limitada como Cañón automático T3 de 20 mm. En la primavera de 1941, el S18 fue probado contra su oponente, el Colt T4 de 23 mm (0.90 pulgadas). Aunque menos potente, el S-18/1000 era menos voluminoso y complicado y se le encontró más adecuado para su uso por el Ejército. Los planes fueron adquirir un lote de 50 fusiles y posteriormente producir el arma en Estados Unidos. Sin embargo, las largas negociaciones del contrato resultaron en el abandono de la idea.
- Alemania nazi: Probó algunos fusiles.[2]
- Bulgaria: Compró 308 fusiles antitanque[3] en 1936.[1]
- Estados Unidos: Compró 2 Solothurn S-18/100 en 1939, para probarlos en el Terreno de Pruebas de Aberdeen.[4]
- Estonia: Compró 4 fusiles antitanque en 1936 para probarlos, copiándolos como Solothurn-Arsenal.[5][1]
- Finlandia: Compró 12 fusiles antitanque S-18/154.[6][1]
- Hungría: Lo produjo bajo licencia con la designación 36M 20mm Nehézpuska. Fue el armamento principal del tanque ligero 38M Toldi y del automóvil blindado 39M Csaba.[2]
- Italia: Compró un pequeño lote para pruebas en 1934.[2]
- Japón: Compró un Solothurn S-18/100 en 1936, para compararlo con el fusil antitanque Tipo 97.[7]
- Países Bajos: Compró 6 fusiles antitanque para pruebas en 1937.[2]
- Rumania: Los empleó como fusiles antimaterial a partir de 1942.[8]
- Suiza: Probó algunos fusiles.[2]